# او-۳ (کریگس‌مارینه)
او-۳ (به آلمانی: U 2) یک او-بوت نوع ۲آ کریگس‌مارینه در دوره رایش سوم بود.